# André Ballatore
André Ballatore (Parigi, 7 aprile 1913 – La Valette-du-Var, 9 giugno 1997) è stato un militare e aviatore francese, particolarmente distintosi nel corso della seconda guerra mondiale. Decorato con la Croce di Commendatore della Legion d'onore, l'Ordre de la Libération e la Croix de guerre 1939-1945.

## Biografia
Nacque il 7 aprile 1913 a Parigi, figlio di un pasticcere. Dopo aver ottenuto il diploma di scuola primaria, ha lavorato per un periodo nel settore della gioielleria, prima di anticipare la sua chiamata per il servizio militare di leva il 15 dicembre 1931 a Clermont-Ferrand. Assegnato all'Aéronautique Militaire entrò in servizio nel 35° Reggimento d'aviazione di stanza sulla base di Lyon-Bron. Promosso sergente nel 1933, prese parte alla parata aerea del 14 luglio 1937 a Parigi. Sulla via del ritorno a Orly esaurì il carburante e dovette effettuare un atterraggio di emergenza in un campo di grano nel comune di Vigneux: il suo Dewoitine D.500 capottò, fortunatamente senza conseguenze per il pilota .
Sergente maggiore al momento della dichiarazione di guerra alla Germania, il 3 settembre 1939, divenne allora istruttore presso la scuola di pilotaggio per sottufficiali di Istres. Promosso maresciallo, si imbarcò per Beirut nell'aprile 1940 dove si unì alle formazioni aeree del Levante francese. Assegnato alla 2e Escadrille del Groupe de Chasse 1/7 con sede a Rayak, fu distaccato alla Royal Air Force il 23 giugno 1940 per operazioni da Ismailia in Egitto , in compagnia del tenente Antoine Péronne. Rifiutando l'armistizio del 22 giugno 1940, lui, Péronne e  il maresciallo capo Christian Coudray decisero di non rientrare alla loro base francese e si arruolarono nella Royal Air Force. Promosso maresciallo capo, nel luglio 1940 fu assegnato alla No.2 French Fighter Flight, un'unità assegnata nell'agosto successivo allo No.274 RAF Squadron. All'interno di questa unità, prese parte a missioni di attacco al suolo e di copertura per la flotta alleata. Nell'aprile 1941, si unì alla Francia Libera entrando  nelle Forces aériennes françaises libres, e venendo assegnato alla Escadrille de chasse français n1 all'interno dello No.73 RAF Squadron. Sotto gli ordini di James Denis, prese parte a numerose missioni in Libia e a Creta, durante le quali abbatté un aereo nemico. Noto per il suo coraggio e impegno, fu insignito dell'Ordre de la Libération  il 23 giugno 1941. Nel corso del 1942 si occupò principalmente di collegamenti aerei, in particolare in Siria, poi nel luglio 1943 fu assegnato in servizio presso il centro di addestramento della base aerea di Rayak.  Nel gennaio 1944 entrò in servizio presso il Groupe de chasse Picardie, combattendo in Nord Africa e poi in Francia dal novembre successivo in forza al Groupe de chasse 1/3 Corse. Promosso tenente, fino alla fine della guerra effettuò missioni in territorio nemico dove, l'11 e il 20 aprile 1945 distrusse numerosi veicoli con attacchi al suolo.
Dopo la guerra, continuò la sua carriera militare nell'Armée de l'air. Lasciò il servizio attivo nel 1959 con il grado di capitano, e si spense il 9 giugno 1997 a La Valette-du-Var dove è sepolto nel locale cimitero.